# Hannes Hegen
Hannes Hegen (né Johannes Eduard Hegenbarth le 16 mai 1925 à Böhmisch Kamnitz, Tchécoslovaquie (aujourd'hui Česká Kamenice, République tchèque) et mort le 8 novembre 2014 à Berlin) est un auteur de bande dessinée allemand. Sa série Digedags (de) (1955-1975) était l'une des bandes dessinées jeunesse les plus populaires de République démocratique allemande.

## Distinction
- 2008 : Prix Max et Moritz spécial du jury, pour l'ensemble de sa carrière
- 2010 : Chevalier de l'ordre du Mérite de la République fédérale d'Allemagne